# فردریک براون
 فردریک براون (انگلیسی: Fredric Brown؛ ۲۹ اکتبر ۱۹۰۶ – ۱۱ مارس ۱۹۷۲) یک نویسنده اهل ایالات متحده آمریکا بود.